# Noctua ochrea
Noctua ochrea är en fjärilsart som beskrevs av Tutt 1892. Noctua ochrea ingår i släktet Noctua och familjen nattflyn. Inga underarter finns listade i Catalogue of Life.